# Lycalopex
« Faux » renards
Genre
Synonymes
- Pseudalopex

Lycalopex (synonyme Pseudalopex) est un genre de canidés dont on rencontre les espèces en Amérique du Sud. Le genre Lycalopex est plus étroitement apparenté au chien qu'aux « vrais » renards. L'espèce la plus commune est sans aucun doute Lycalopex griseus, le renard gris d'Argentine à grandes oreilles. Ces renards sont chassés en Argentine pour leur fourrure, et également du fait de leur réputation de « tueurs d'agneaux », réputation largement exagérée.

## Étymologie
Le nom actuellement privilégié, Lycalopex, vient du grec λύκος / lúkos, « loup » et alopex « renard », soit littéralement « loup renard ». Celui donné auparavant à ce genre, Pseudalopex, venait aussi du grec : pseudo et alopex, littéralement « faux renard ».

## Liste d'espèces
Le genre compte 6 espèces pour la plupart des auteurs.

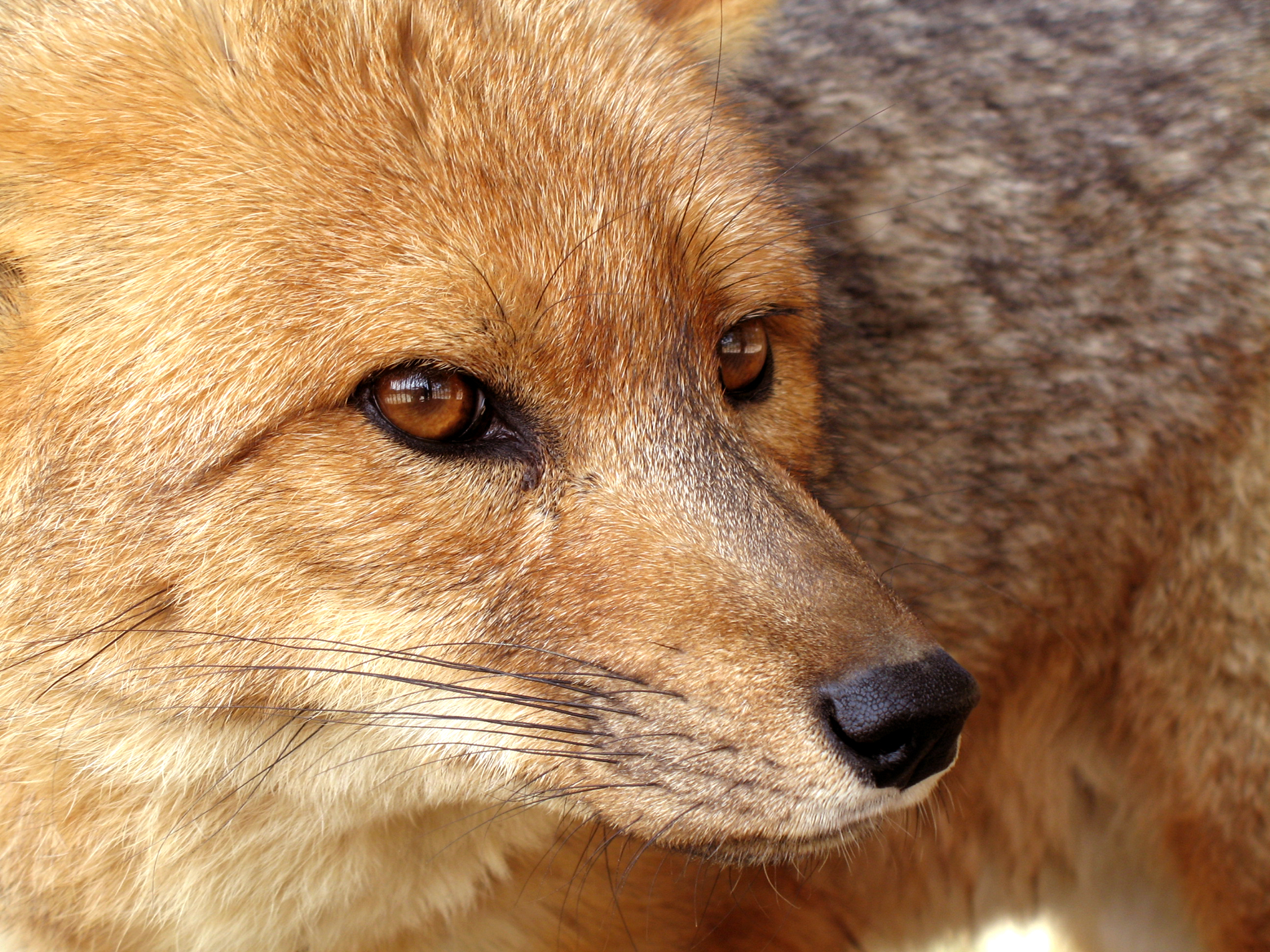
Un culpeau (Lycalopex culpaeus). Il s'agit d'une des espèces de « faux » renards les plus connus.

Selon Mammal Species of the World (version 3, 2005)  (15 déc. 2012), ITIS (15 déc. 2012), Catalogue of Life (15 déc. 2012) et NCBI (15 déc. 2012): 
| Espèce (nom binominal, nom vernaculaire et auteur)               | Répartition géographique | Statut UICN mondial | Image |
| ---------------------------------------------------------------- | ------------------------ | ------------------- | ----- |
| Lycalopex culpaeus (Culpeau ou renard de Magellan) Molina, 1782  |                          | (LC)                |       |
| Lycalopex fulvipes (Renard de Darwin) Martin, 1837               |                          | (EN)                |       |
| Lycalopex griseus (Renard gris d'Argentine ou Chilla) Gray, 1837 |                          | (LC)                |       |
| Lycalopex gymnocercus (Renard d'Aszara) Fischer, 1814            |                          | (LC)                |       |
| Lycalopex sechurae (Renard du désert austral) Thomas, 1900       |                          | (NT)                |       |
| Lycalopex vetulus (Renard chenu) Lund, 1842                      |                          | (NT)                |       |